# Балтийская улица (Барнаул)
Балтийская улица — одна из улиц в Индустриальном районе Барнаула.
Проходит от улицы Малахова до проспекта Энергетиков в западном направлении. Протяжённость — 3 км. Ширина — 16 метров. Через всю улицу проходит один из троллейбусных маршрутов.
На пересечении с улицей Шумакова находится площадь Адмирала Кузнецова. В оформлении улицы присутствует морская тематика: парусник из металла, мемориальный гранитный камень с якорем, названия ресторанов, торговых центров и прочих предприятий («Фрегат», «Командор», «Золотая рыбка», «Капитан», «Балтик-Стрит» и т. п.).
Застройка улицы осуществляется поквартально. В восточной части возводится спальные микрорайоны «Квартал 2000» и «Квартал 2001», которые, кроме жилых домов, должны включить в себя: стадионы, бассейны, аквапарк и комплексы досуговых учреждений, а также парковую зону площадью 250 га.

## История
В 1957 году на V пленуме Алтайского крайкома комсомола выступил бывший моряк Балтийского флота Пантюхов. Он предложил взять шефство комсомольцев Алтая над одним из кораблей Балтийского флота. Предложение было поддержано на флагманском корабле Балтийского флота, крейсере «Свердлов».
Поездки алтайских делегатов на Балтику и балтийцев на Алтай со временем стали традиционными. В связи с этим было принято решение назвать одну из улиц Барнаула — Балтийской.